# Budanowski
Budanowski (russisch Будановский) ist ein Weiler (chutor) in der Oblast Kursk in Russland. Es gehört zum Rajon Konyschowka und zur Landgemeinde (selskoje posselenije) Starobelizki selsowjet.

## Geographie
Der Ort liegt gut 81 Kilometer Luftlinie nordwestlich des Oblastverwaltungszentrums Kursk im südwestlichen Teil der Mittelrussischen Platte, 22,5 Kilometer nordwestlich des Rajonverwaltungszentrums Konyschowka, 4 Kilometer vom Sitz des Dorfsowjet – Staraja Beliza, 51 Kilometer von der Grenze zwischen Russland und der Ukraine, am kleinen Fluss Belitschka (linker Nebenfluss der Swapa).

### Klima
Das Klima im Ort ist wie im Rest des Rajons kalt und gemäßigt. Es gibt während des Jahres eine erhebliche Niederschlagsmenge. Dfb lautet die Klassifikation des Klimas nach Köppen und Geiger.

## Bevölkerungsentwicklung
| Jahr | Einwohner |
| ---- | --------- |
| 2002 | 37        |
| 2010 | 17        |

Anmerkung: Volkszählungsdaten

## Verkehr
Budanowski liegt 43 Kilometer von der Fernstraße föderaler Bedeutung M3 „Ukraina“ (Moskau – Kaluga – Brjansk – Grenze zur Ukraine), 50 Kilometer von der Straße M2 „Krim“ (Moskau – A142/Trosna – Grenze zur Ukraine), 17,5 Kilometer von der Straße A 142 (Trosna – M3 Ukraina), 7 Kilometer von der Straße regionaler Bedeutung 38K-038 (Fatesch – Dmitrijew), 19 Kilometer von der Straße 38K-005 (Konyschowka – Schigajewo – 38K-038), 5 Kilometer von der Straße 38K-003 (Dmitrijew – Berjosa – Menschikowo – Chomutowka), 5,5 Kilometer von der Straße interkommunaler Bedeutung 38N-146 (38N-144 – Oleschenka mit Auffahrt nach Naumowka), an der Straße 38N-150 (38N-146 – Arbusowo – Budanowski) und 1 Kilometer vom nächsten Bahnhof Arbusowo (Eisenbahnstrecken Nawlja – Lgow-Kijewskij und Arbusowo – Luschki-Orlowskije) entfernt.
Der Ort liegt 182 Kilometer vom internationalen Flughafen von Belgorod entfernt.